# Quintus Aquilius Niger
Quintus Aquilius Niger was een Romeins schrijver en politicus in de 2e eeuw n.Chr.
Aquilius Niger was consul in het jaar 117 n.Chr., samen met Marcus Rebilus Apronianus. Dit was het jaar waarin keizer Trajanus stierf en werd opgevolgd door Hadrianus.

## Referentie
- W. Smith, art. Niger, Aquillius, in W. Smith (ed.), A dictionary of Greek and Roman biography and mythology, II, Londen, 1870, p. 1201.
- Jérôme Carcopino (1951). Cicero: The Secrets of His Correspondence. Routledge & Kegan Paul Ltd.